# Bjorn Fratangelo
Bjorn Fratangelo (Pittsburgh, 19 juli 1993) is een tennisspeler uit de Verenigde Staten van Amerika. Hij heeft nog geen ATP-toernooi gewonnen, maar nam wel al deel aan grandslamtoernooien. Hij heeft vier challengers in het enkelspel op zijn naam staan.

## Persoonlijk
Fratangelo is verloofd met tennisspeelster Madison Keys.

## Palmares enkelspel
| Legenda                       | Legenda               |
| ----------------------------- | --------------------- |
| Grand Slam                    |                       |
| Olympische Spelen             |                       |
| tot 2009                      | vanaf 2009            |
| Tennis Masters Cup            | ATP Finals            |
| ATP Masters Series            | ATP Tour Masters 1000 |
| ATP International Series Gold | ATP Tour 500          |
| ATP International Series      | ATP Tour 250          |

| Gewonnen challengers |                  |            |               |                 |               |
| 1.                   | 15 februari 2015 | Launceston | Hardcourt     | Chung Hyeon     | 4-6, 6-2, 7-5 |
| 2.                   | 24 april 2016    | Savannah   | Gravel        | Jared Donaldson | 6-1, 6-3      |
| 3.                   | 14 oktober 2018  | Fairfield  | Hardcourt     | Alex Bolt       | 6-4, 6-3      |
| 4.                   | 21 maart 2021    | Cleveland  | Hardcourt (i) | Jenson Brooksby | 7-5, 6-4      |

## Resultaten grote toernooien
| Legenda | Legenda                          |
| ------- | -------------------------------- |
| g.t.    | geen toernooi gehouden           |
| l.c.    | lagere categorie                 |
| –       | niet deelgenomen                 |
| G       | uitgeschakeld in de groepsfase   |
| 1R      | uitgeschakeld in de eerste ronde |
| 2R      | uitgeschakeld in de tweede ronde |
| 3R      | uitgeschakeld in de derde ronde  |
| 4R      | uitgeschakeld in de vierde ronde |
| KF      | uitgeschakeld in de kwartfinale  |
| HF      | uitgeschakeld in de halve finale |
| F       | de finale verloren               |
| W       | het toernooi gewonnen            |
| w-v     | winst/verlies-balans             |

### Enkelspel
| grandslamtoernooien |      |     |      |      |      |    |
| Australian Open     | –    | 1R  | 1R   | –    | 1R   | –  |
| Roland Garros       | –    | 2R  | 1R   | –    | –    | 1R |
| Wimbledon           | –    | 1R  | –    | –    | –    |    |
| US Open             | 1R   | 1R  | 2R   | –    | 1R   |    |
| ATP Masters 1000    |      |     |      |      |      |    |
| Indian Wells        | –    | 2R  | 2R   | –    | 2R   | –  |
| Miami               | –    | 1R  | –    | 1R   | –    | 2R |
| Monte Carlo         | –    | –   | –    | –    | –    | –  |
| Madrid              | –    | –   | –    | –    | –    | –  |
| Rome                | –    | –   | –    | –    | –    | –  |
| Montreal/Toronto    | –    | –   | –    | –    | –    |    |
| Cincinnati          | 1R   | –   | –    | –    | –    |    |
| Shanghai            | –    | –   | –    | –    | –    |    |
| Parijs              | –    | –   | –    | –    | –    |    |
| olympisch           |      |     |      |      |      |    |
| Olympische Spelen   | g.t. | –   | g.t. | g.t. | g.t. |    |
| statistieken        |      |     |      |      |      |    |
| titels per jaar     | 0    | 0   | 0    | 0    | 1    | 0  |
| eindejaarsranking   | 128  | 114 | 110  | 136  | 207  |    |

### Dubbelspel
| grandslamtoernooien |      |
| Australian Open     | –    |
| Roland Garros       | –    |
| Wimbledon           | –    |
| US Open             | 1R   |
| olympisch           |      |
| Olympische Spelen   | g.t. |
| statistieken        |      |
| titels per jaar     | 0    |
| eindejaarsranking   | 513  |